# Prekmurje

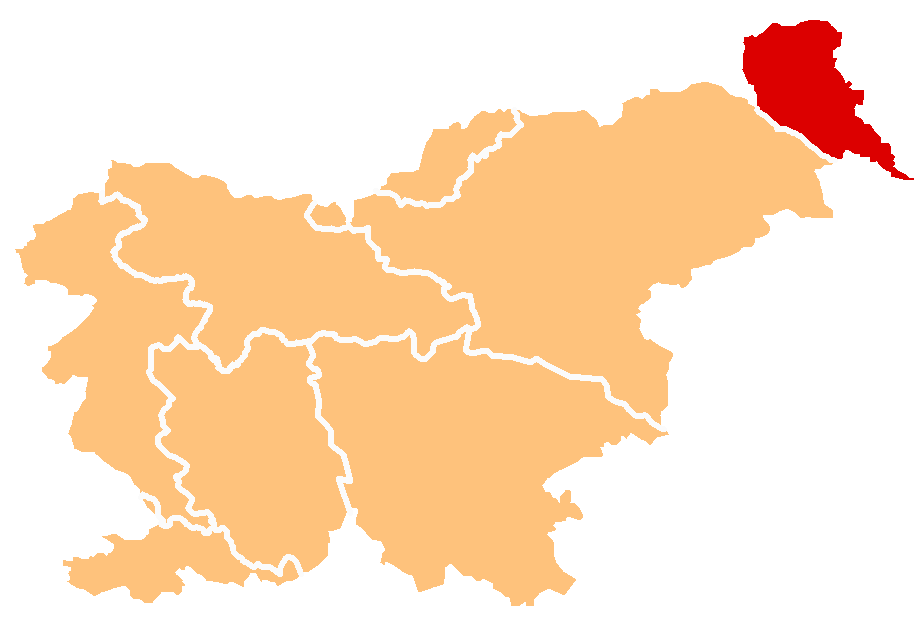
Prekmurje destacada em vermelho.

A Transmurânia (em esloveno:  Prekmurje e em húngaro:  Muravidék) é uma região histórica da Eslovênia que se localiza na porção mais oriental do país. É separada do resto da Eslovênia pelo rio Mur.